# في-راي

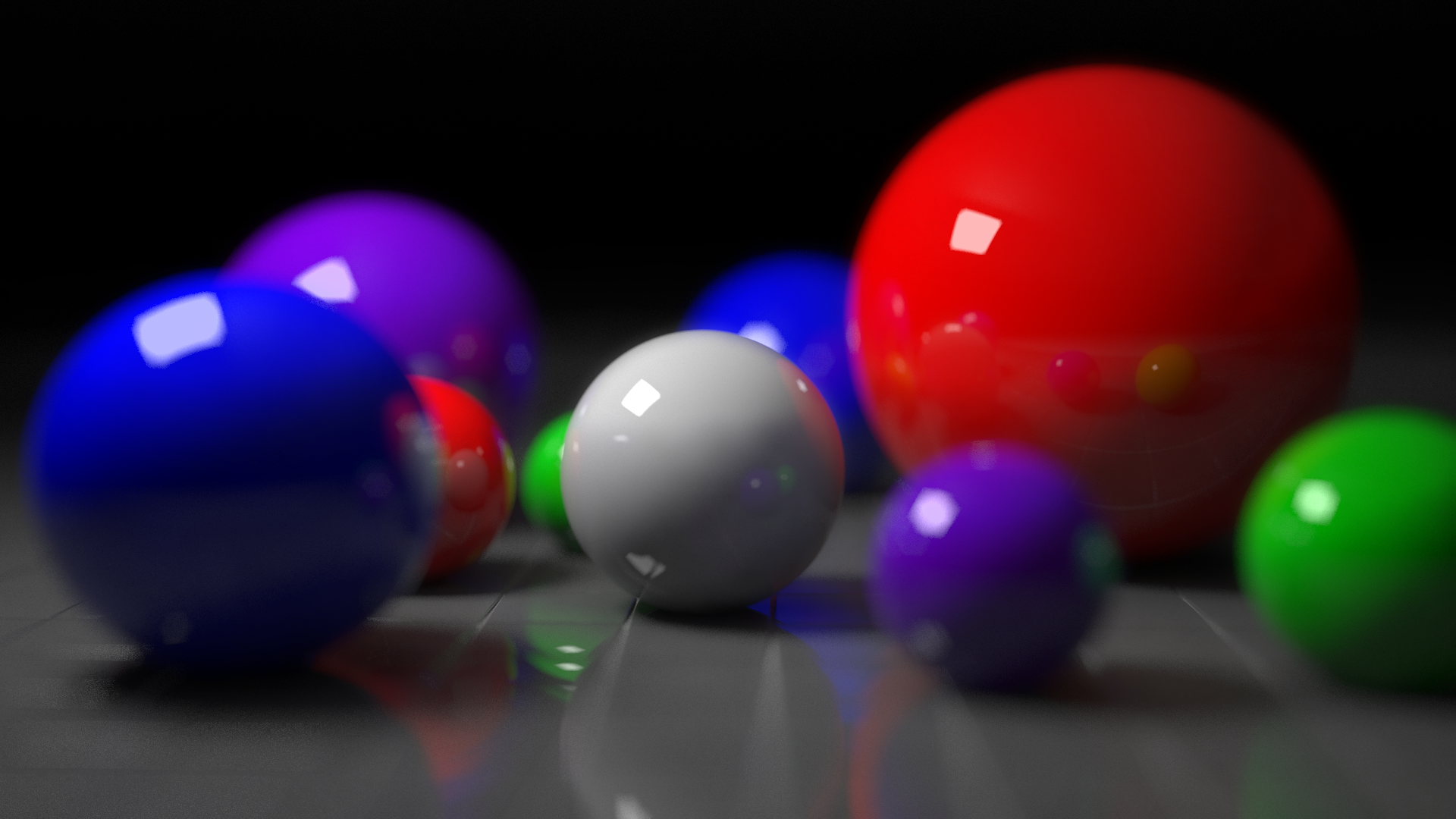
رندر باستخدم مقبس الفي راي مع برنامج راينوسورس ثري دي Rhinoceros 3D يوضح الواقعية العالية في الخامات وإنعكاسات أشعة الضوء.

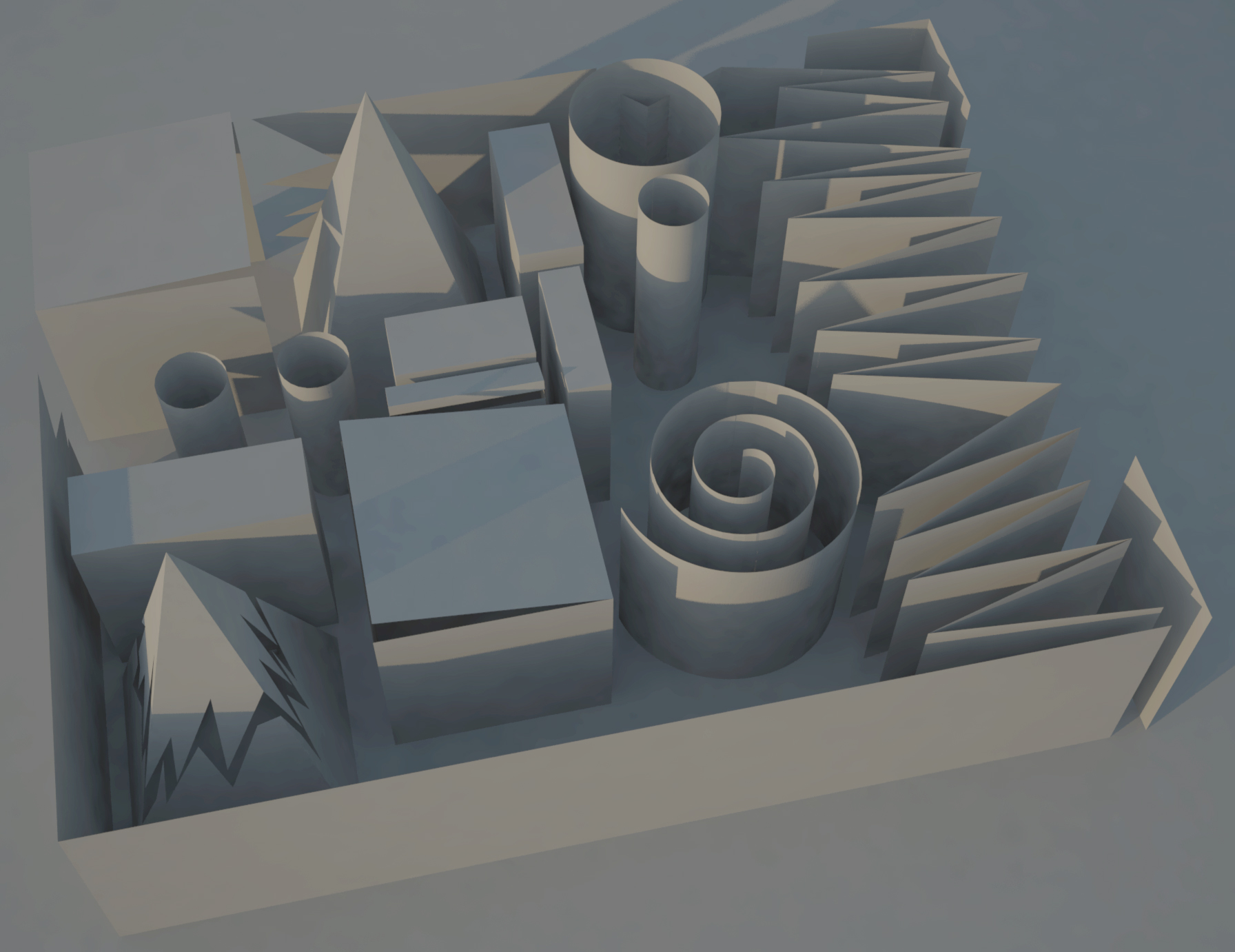
رندر لمجسم من الورق المطوي يوضح ال Global Illumination ومحاكاة الظلال.

في-راي (بالإنجليزية: V-ray)‏ هو مَقبس لتصيير أو مُحاكاة الواقع عن طريق الكمبيوتر تم تطويره وإنشاءه بواسِطة شركة (كَيوس قُروب) Chaos Group، والتي أُنشئت في صوفيا بلغاريا في عام 1997. وهو عِبارة عن مَقبس برنامج مساعد (Plug-in) تجاري للتطبيقات المتخصصة في إنشاء المُجسمات ثلاثية الأبعاد مثل، ال ثري دي استوديو ماكس 3D Studio Max وسكتش آب SketchUp وراينوسورس ثري دي Rhinoceros 3D..إلخ، ويُستخدم في صناعات مثل الوسائِط والترفيه والأفلاَم وألعاب الفيديو وفي التصميم الصناعي وتصميم المنتجات وفي العمارة، وقد قام بتطويره كل من المُبرمجين بيتر ميتيف Peter Mitev وفلاديمير كويلازوف Vladimir Koylazov. يعتمد الفي راي في عمله علي خوارزمية الإضاءة العالمية (الإنجليزية: Global Illumination) وهي خوارزمية تتوقع كيف يتصرف الضوء عندما يسقط علي المجسمات، وكيف يَنتشر عندما ينعكس منها وتقوم الخوارزمية بإٍجراء الحسابات بإٍحْدى الطُرق التالية، تتبع وإٍجراء الحِسابات لكل من الإشعاع الضوئي (الإنجليزيه: Light cache) أو خارطة الفوتونات (الإنجليزية: Photon mapping) أو خارطة الإشعاع الضوئي (الإنجليزية: Irradiance map) بحسب الطريقة المختارة، ومن ثم تقوم بعد ذلك بإجراء حسابات الإضاءة الواقعية النهائية للمشهد.

## التاريخ
صدرت النُسخة الأولى من الفي راي في عام 2001. كمقبس خارجي لبرنامج الثري دي ماكس 3D Studio Max وكانت بها بعض العيوب وتنقصها بعض الخصائص المهمة، ثم توالت الإصدارت والتحسينات، فتم إصدار نُسخة لبرنامج المايا Maya في يونيو 2005، وإصدار نُسخة لكل من سكتش آب Sketchup وراينوسورس ثري دي Rhinoceros 3D في ديسمبر 2005.

## بعض الخصائص التي توجد في الـ V-ray
يتميز الـ V-ray بقوة محاكاته للواقع وتوجد به العديد من الخامات ومنها:
1. VRayCarPaintMtl: وهي خامة تُستخدم لمحاكاة طلاء السيارات.
2. VrayLightMtl: وهي خامة تُستخدم لإنشاء الخامات ذاتية الإضاءة، علي حسب لون الإضاءة المرغوب بها.
3. VrayMtl: وهي الخامة الرئيسية والتي يمكن ضبط جميع إعداداتها يدوياً؛ للحصول على النتيجة المطلوبة.
4. Vraydirt: وهي خامة تُستخدم لمحاكاة تجمع الأوساخ في زوايا المُجسم المتقاربة، كما في التماثيل والأحجار القديمة مثلاً.
5. Vray fast subsurface scattering(sss): تُستخدم لمحاكاة الخامات التي تسمح للضوء بالإنتشار بداخلها، دون النفاذ الكامل للضوء من خِلالها، كالشمع والزجاج شبه الشفاف.
6. Vray 2side material: تُستخدم لعمل الخامات شبه المنفذة للضوء، كصفق الشجر والورق والستائر.
7. Vray blend material: تُستخدم لعمل الخامات ذات الطبقات المتعددة أو الألوان المتعددة، عن طريق دمج خامتين أو أكثر معاً.
8. Vray override material:  وهي خامة تُستخدم لإسقاط لون الخامة على الوسط المحيط، أىْ صبغ الوسط المحيط بنفس لون الخامة.

وهو يعتمد في طريقة عمله علي حِسابات (Global Illumination) أو Indirect illumination والتي تتم بعدة طرق وهي:
1. Irradiance maps: طريقة تعتمد على تكوين خريطة ثلاثية الأبعاد لنماذج الإضاءة الغير مباشرة على أسطح المجسمات.
2. Brute Force (QMC, direct computation): تعتمد هذه الطريقة على الحساب المباشر لإنعكاسات أشعة الضوء، وهي بطيئه في المشاهد الداخلية والمعقدة، ومن عيوبها أيضاً حدوث تشويش Flickering في المشهد غالباً في أماكن الظِلال، وتحتاج لوقت طويل لتصيير المشهد أكثر من غيرها من الطرق الاخري.
3. Light cache: طريقة فريدة تعتمد على حِسابات الإشعاعات الضوئية في إطار الكاميرا فقط، بعكس طريقة الفوتون ماب التي تقوم بحسابات الإضاءة للفوتونات لكل المصادر الضوئية الموجودة بالمشهد، وهي تصلح للمشاهد الداخلية والخارجية.
4. Photon maps: تعتمد هذه الطريقة على حِساب فوتونات الضوء الناتجة من إنعكاس الأشعة المباشرة حصراً، وهي تصلح للمشاهد الداخلية وشبه الداخلية.

## البرامج التي يدعمها الـ V-ray
يدعم مقبس الـV-ray عدة برامج هامة في عالم التصميم الثلاثي الأبعاد، منها:
1. برنامج ثري دي إس ماكس.
2. برنامج Cinema 4D.
3. برنامج Maya.
4. برنامج Blender.
5. برنامج Sketchup.
6. برنامج Rhinoceros 3D.
7. برنامج سوفت إيماج إكس إس آي.
8. برنامج TrueSpace.
9. برنامج أوتوديسك ريفيت.
10. وبرنامج Nuke.

## الإصدار الأخير من مقبس الـ V-ray لبرنامج 3DS Max
الإصدار الأخير من مَقبس الـ V-ray هو الإصدار V-ray 2 والذي حمل نقلة نوعية في تاريخ هذا المَقبس، فقد تميز بعدة مميزات جديدة، ومن بينها إصدار النسخة RT «أو Real Time» والذي يتميز باستخدامه لكرت الشاشة "GPU" في عملية التصيير بدلا من المعالج والذي يعطي نتائج مُبهرة بالنسبة لمدة التصيير في كثير من الأحيان، بسبب عدد الأنوية في معالجات ال GPU، بعد أن كانت نُسخة ال RT مقتصرة على Activeshade بدلا من عملية التصيير، إلا أن نسخة ال RT لم تكتمل بعد، حيث أن هذه النسخة ليست قادرة على تصيير الكثير من الخامات حتى الآن، مثل خامة VRayCarPaintMtl.
- موقع الشركة المالكة للمقبس

لمزيد من الاطلاع:-
- [1]Vray-THE COMPLETE GUIDE-Second edition, Francesco legrenzi

1. ↑  Francesco legrenzi, Francesco (2010). • Vray the complete guide (بالانجليزيه). {{استشهاد بكتاب}}: |عمل= تُجوهل (help)صيانة الاستشهاد: لغة غير مدعومة (link)